# Pandal

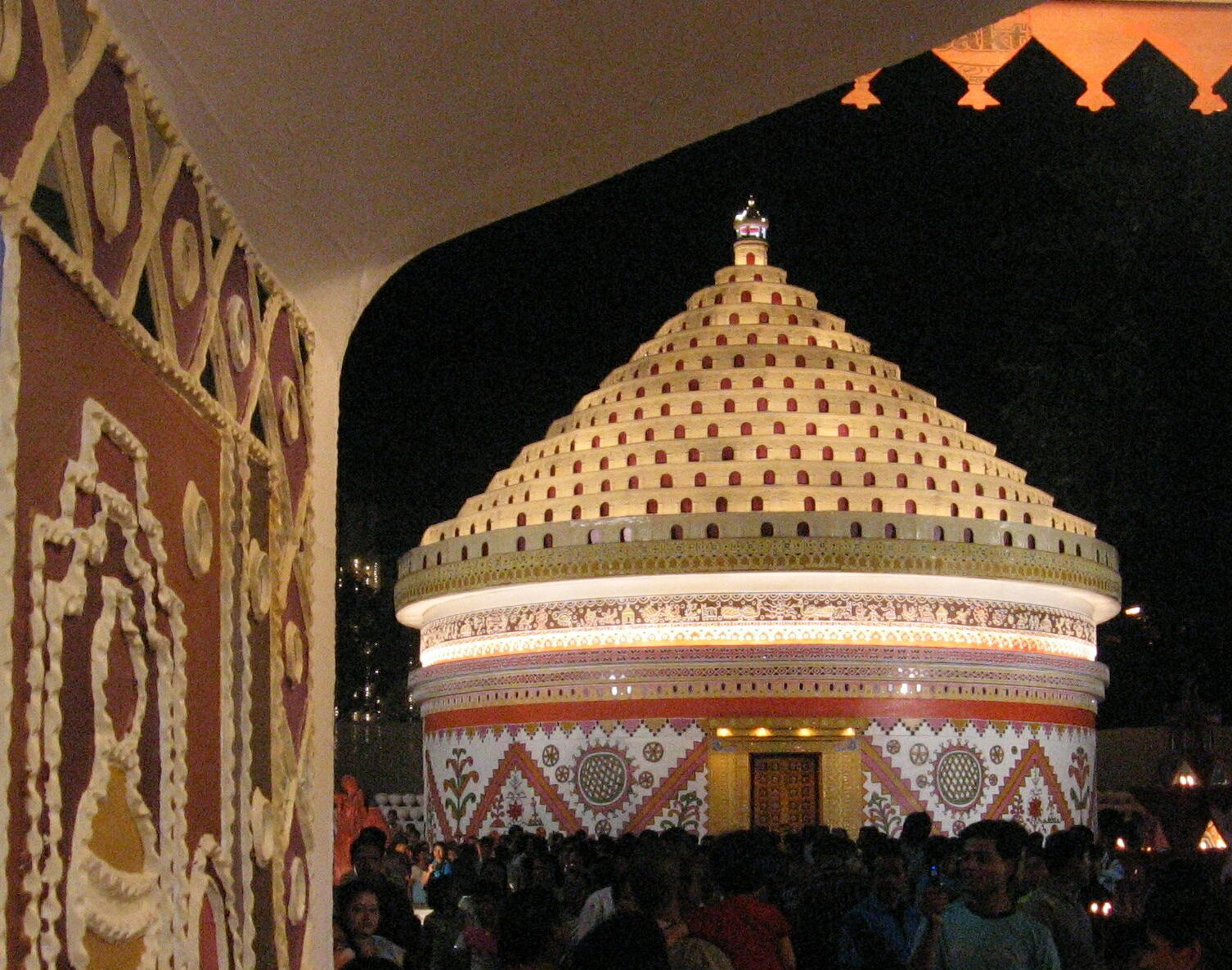
Pandal

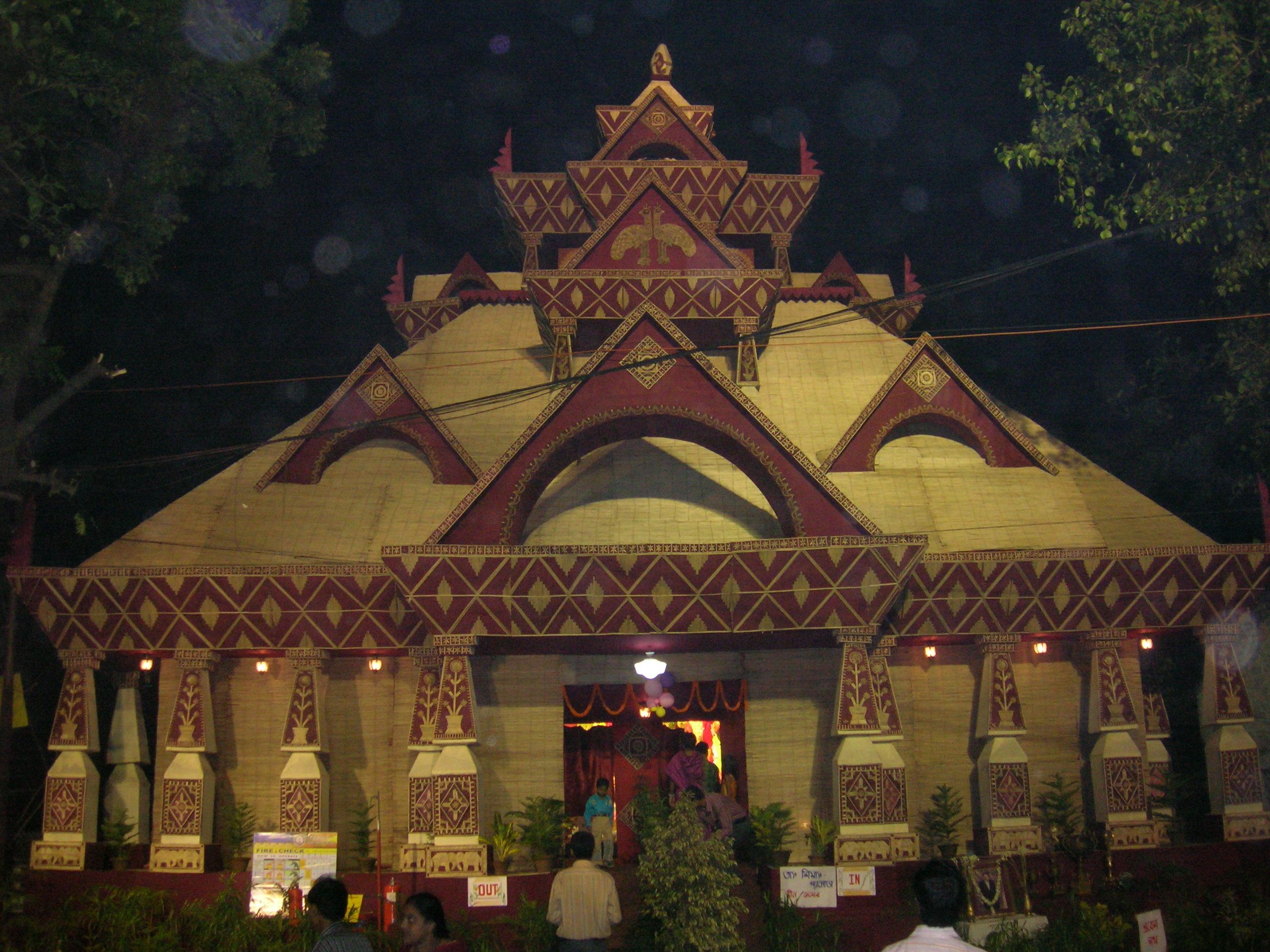
Pandal bogini Kali

Pandal (hindi पंडाल) – rodzaj konstrukcji, najczęściej tymczasowej, związanej z uroczystościami religijnymi w Indiach i krajach ościennych. Może mieć postać zwykłej platformy z posągiem bóstwa, ale często bywają też struktury bardzo wymyślne, bogato zdobione, imitujące świątynie, całe wsie itd. Najsłynniejsze są pandale używane podczas bengalskiego święta Durgapudźa. Wykorzystywane są często również na Cejlonie podczas buddyjskiego święta Vesak.